# University Park (Maryland)
Pour les articles homonymes, voir University Park.
La ville de University Park est située dans le comté du Prince George, dans l’État du Maryland, aux États-Unis. Sa population s’élevait à 2 454 habitants lors du recensement de 2020.